# Thunusuda
Ne doit pas être confondu avec Thamusida.
Thunusuda est une cité antique mentionnée par Pline l'Ancien dans son Histoire naturelle et par Victor de Vita dans son Histoire de la persécution vandale en Afrique.
En raison d'une inscription trouvée à proximité de la petite ville ferroviaire de Sidi Meskine, située à une quinzaine de kilomètres au sud-ouest de Jendouba (Tunisie), on s'accorde en général à localiser Thunusuda sur la rive droite de l'oued Medjerda, sinon à Sidi Meskine même. René Cagnat identifie à la fin du XIXe siècle Thunusida avec les ruines de Sidi Meskine, tandis que Charles Saumagne localise la cité à Bordj Helal, à proximité de Chemtou.
Dans son Histoire de la persécution vandale en Afrique, Victor de Vita cite brièvement cette cité romaine de Byzacène où, sous le règne du roi vandale Genséric (439–477), les catholiques des environs sont persécutés par un groupe de Vandales ariens qui profanent les églises.
Au début du Ve siècle, la cité est un siège épiscopal. On connaît avec certitude le nom de deux évêques mentionnés en 411 lors de la conférence de Carthage : Januarius [Tunusudensis] et son adversaire donatiste Victorianus [Tunusudensis].
Depuis 1933, Thunusuda est un évêché titulaire de l'Église catholique,.